# Чернопеев, Христо
Христо Чернопеев (при рождении Христо Чернё Пеев, болг. Христо Черньо Пеев; 16 июля 1868, Дерманци, Болгария, Османская империя — 6 ноября 1915, Криволак, Македония) — болгаро-македонский революционер, член ВМРО, знаковая фигура Македонии XX века.

## Биография

### Юные годы
Христо Черньо Пеев (Чернопеев) родился 16 июля 1868 года в селе Дерманци Ловечской околии, за 9 лет до освобождения Болгарии от османского ига. Закончил 3 класса прогимназии в Плевене. Поступил на срочную службу рядовым в 17-й Плевенский полк. Вышел в отставку в 1899 году фельдфебелем 15-го Ломского полка, расквартированного в Белоградчике. В том же полку служил и легендарный Борис Сарафов, коий вовлёк Черньо Пеева в Македонское освободительное движение. Сарафов и Черньо Пеева организовали в Белоградчике тайное офицерское братство.
Ни в одной из составляющих Турецкую империю стран волнения не бывают столь часты, как в Македонии. (...) В настоящее время Порта перевела в Македонию значительную часть своего гарнизона, который она была вынуждена удалить с Крита; а затем занимается подстрекательством албанцев, многие вожди которых пользуются особенною благосклонностью в Ильдыз-Киоске.
 — писала газета «Московские Ведомости» 21 января 1899 года… В августе 1899 года Черньо Пеев оставляет службу и в сентябре приезжает в подъярёмные Салоники (Солунь), где под руководством Пере Тошева, Христо Татарчева и Христо Матова четыре месяца занимается военным обучением членов ТМОРО.
14 февраля 1900 года Христо Черньо Пеев стал четником в чете Михаила Апостолова-Попето и оперировал против турок в Гевгелийской и Ениджевардарской околиях. Михаил Попето переименовал Черньо Пеева в Чернопеева.

### Воевода Чернопеев

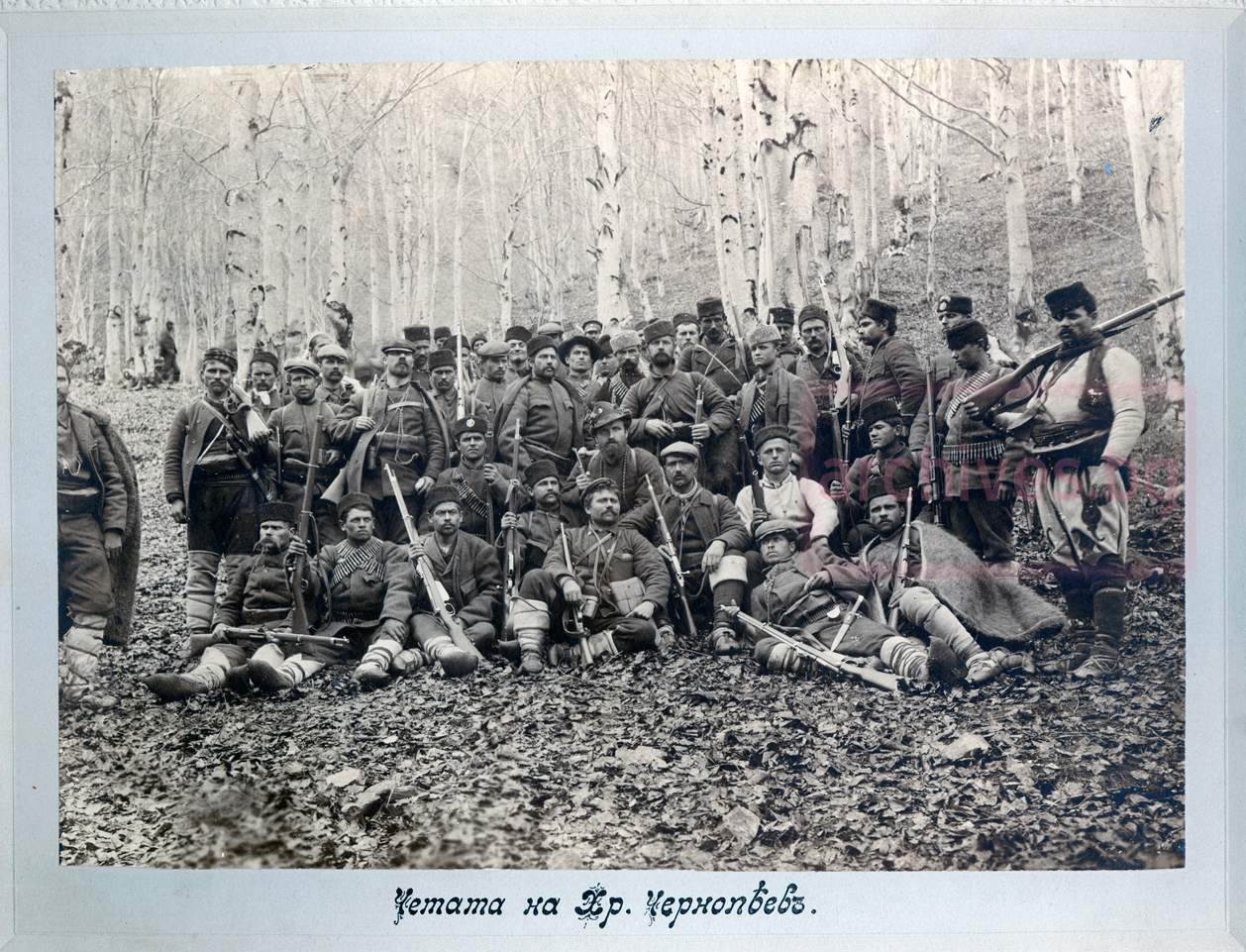
чета Чернопеева и Бойчева

Уже в апреле 1900 года Чернопеев стал воеводой партизанской четы в Кукушко, основной целью которой, равно как и чет местных воевод Марко Леринского и Михаила Попето, было создание подпольных сельских комитетов и военное обучение сельчан. В чете Чернопеева служили Михаил Герджиков, Савва Михайлов, Крыстю Асенов, Александр Китанов, Петр Китанов, Мирче Икономов, Никола Дечев и другие видные деятели ТМОРО.
В феврале 1901 года чета Чернопеева 14 часов билась с турками за село Баялцы. В том бою погиб Мицо Делчев, брат Гоце Делчева. В марте Чернопеев, вместе с Туше Делиивановым, перебрался в Софию.

### Дело мисс Стоун и Ильинденское восстание

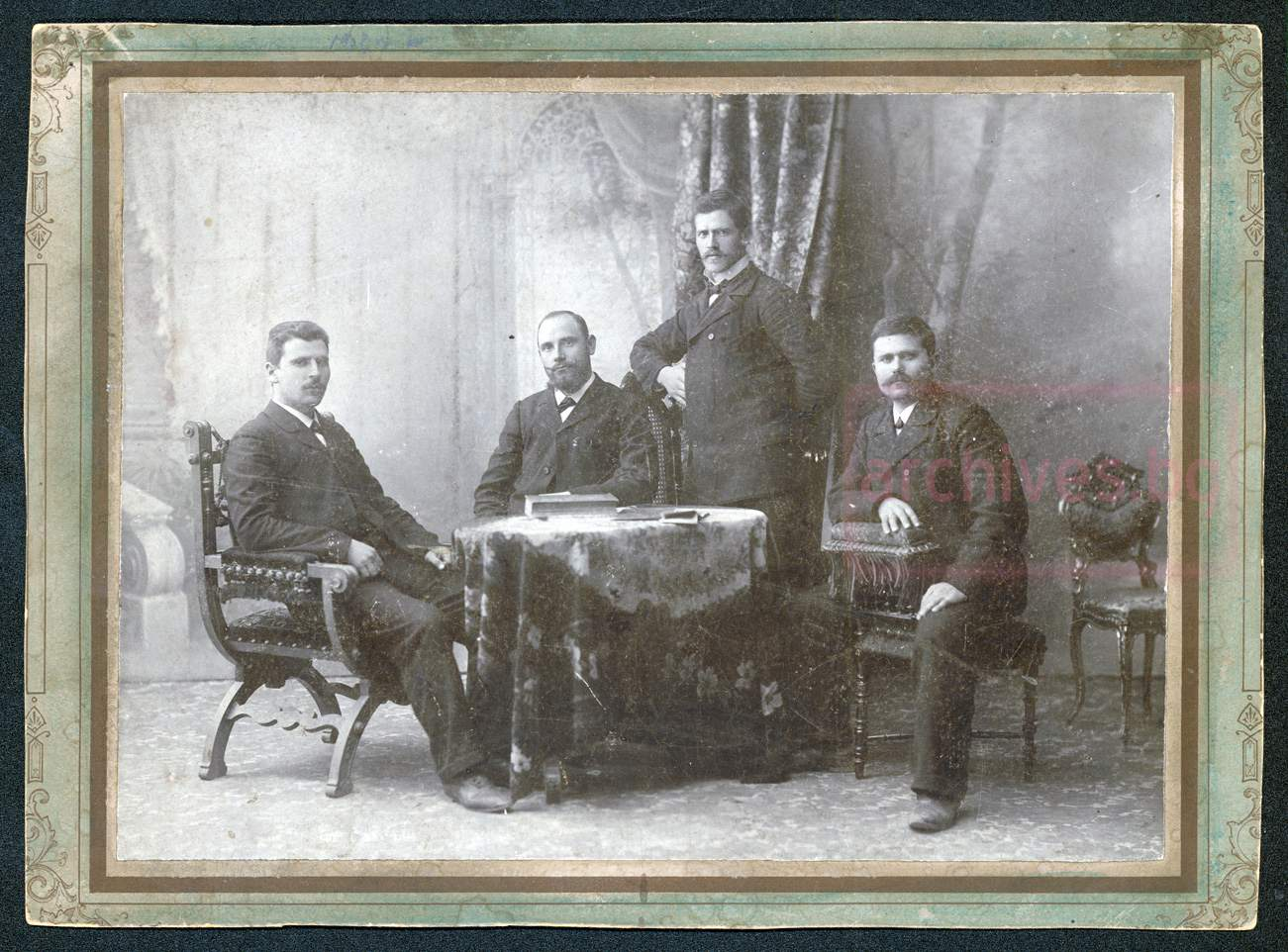
Участники похищения мисс Стоун — Савва Михайлов, Яне Санданский, Крыстю Асенов и Христо Чернопеев.

Христо Чернопеев, вместе с Крыстю Асеновым и Яне Санданским, участвовал в похищении мисс Стоун в Пирине, в 1901 году.
В 1903 году Чернопеев высказался на Солунском конгрессе за подготовку восстания. 24 марта 1903 года чета Чернопеева вступила в пределы Македонии и в апреле повела борьбу в Струмичской и Горноджумайской околиях. Потом Чернопеев возвратился в Болгарию за амуницией и оружием — а 1 августа вернулся в Македонию, во главе 250 бойцов, кои приняли участие в Ильинденском восстании. Чета его разделилась на три отряда:
- Первый, во главе с Петром Самарджиевым, двинулась на Тиквеш.
- Второй, во главе с Николой Жековым, направился к Радовишко.
- Головной отряд Чернопеева, петляя по стране, бился с османами вплоть до общего поражения повстанцев в сентябре 1903-го, после чего возвратился в Болгарию.

Турки потопили в крови Ильинденское восстание. 
Турки истребили 4700 мужчин, женщин и детей, сожгли 201 село. (...) 30 тысяч человек бежали в Болгарию. Это - македонская Голгофа!
 — писал историк Стоян Бояджиев, зам. председателя ВМРО-СМО…

### Последующая партизанская деятельность
В 1904 году Чернопеев был районным воеводой в Кукушко, где координировал свои действия с другими воеводами ВМОРО. В октябре 1905 года он — делегат Струмичского революционного округа на Рильском конгрессе.
После Младотурецкого переворота 1908 года Чернопеев — подобно большинству деятелей ВМОРО — перешёл на легальное положение. Это был весьма короткий период братания турок с христианами. В то время, в частности, был создан Союз Болгарских конституционных клубов. В апреле 1909 года четы Чернопеева и Санданского приняли участие в походе младотурок на Стамбул, с целью пресечь контрреволюционный переворот Абдул-Гамида II… В 1909 году Чернопеев стал одним из основателей Народной Федеративной партии, выступавшей за федерализацию Османской империи. Чернопеев вошёл в руководство Болгарской секции НФП. Но данная идея шла вразрез с шовинистическими и мегаломанскими установками младотурок. Осознав это, струмичане в декабре 1909 года покинули партийные ряды. Чернопеев, вместе со Константином Самарджиевым-Джемото, Михаилом Думбалаковым и Кочо Хаджимановым, перешёл на нелегальное положение. Они возрождают Струмичский революционный округ. Кроме того, Чернопеев пишет гневные письма Санданскому, обвиняя его в преступном сотрудничестве с уже раскрывшими свою суть младотурками. В начале 1910 года Чернопеев вернулся в Болгарию,.. где был, по требованию османских властей, интернирован в родном селе Дерманци. Правда, уже очень скоро Чернопеев со своими соратниками прибыл в Софию.
В том же 1910 году министр МВД Мехмед Талаат-паша провёл через Меджлис отмену «Закона за содружествах» и запретил формирование содружеств по национальному признаку. По всей империи были закрыты все национальные клубы, а в Битольском вилайете местный сатрап Шевкет Тургут-паша провёл зверскую Разоружительную акцию (Обезоръжителната акция) против македонцев. Мирное население подвергалось издевательствам, часть руководителей Союза Болгарских конституционных клубов была заточена в тюрьмах Малой Азии, а иные бывшие революционеры ВМОРО убиты.
В 1910 году Чернопеев, вместе с Апостолом Петковым и Тане Николовым, основал Болгарскую Народную Македонско-Одринскую Революционную Организацию. И в том же 1910 году перебрался в Македонию, вместе с воеводами Ичко Димитровым и Апостолом Петковым.
В 1911 году произошло объединение БНМОРО и ВМРО (Автономистской). Чернопеев, наряду с Тодором Александровым и Петром Чаулевым, был избран членом ЦК. Кандидатом в члены ЦК стал Александр Протогеров, бывший активист ВМОК.

### Участие в Балканских войнах и в Первой мировой войне
Во время Балканских войн Чернопеев возглавлял Вторую Партизанскую чету Македонско-одринского ополчения и участвовал в битвах за Банско, Мехомию и Кавалу — вместе с Йонко Вапцаровым, Пею Яворовым и Лазаром Колчаговым.
Позднее служил в 3-й чете 4-й Битольской дружины. Награждён орденом За храбрость ІІІ степени. Затем зимой 1912 года Чернопеев участвовал в насильственном крещении помаков Драмской и Неврокопской околий.
Во Вторую Балканскую войну его чета поддерживала 27-й Чепинский и 18-й Стремский полки в сражении за село Конче, Радовишской околии. До конца войны оставался в распоряжении командующего 2-й Болгарской армии. За военные заслуги перед кон Болгарией фельдфебель Чернопеев был произведён в поручники.
Стал народным депутатом от Струмишского округа, но в 1915 году — после вступления Болгарии в Первую мировую войну — капитан запаса Чернопеев покинул парламент и ушёл на фронт. Командовал 1-й четой 6-го полка 11-й дивизии.
Погиб Чернопеев 6 ноября 1915 года в бою с французскими контингентами близ села Криволак, Штипской околии. Погребён в церкви «Успение Богородично» Нового Села, Штипской околии. В 1945 году македонские коммунисты уничтожили его надгробие. В 2010 году его могила была раскопана, уничтожены останки героя.
В Региональном историческом музее Благоевграда хранятся личные вещи и оружие Чернопеева, включая его револьвер времён Первой мировой войны. Родной дома Чернопеева в Дерманцах имеет статус музея, но находится в ужасном состоянии.

## Галерея

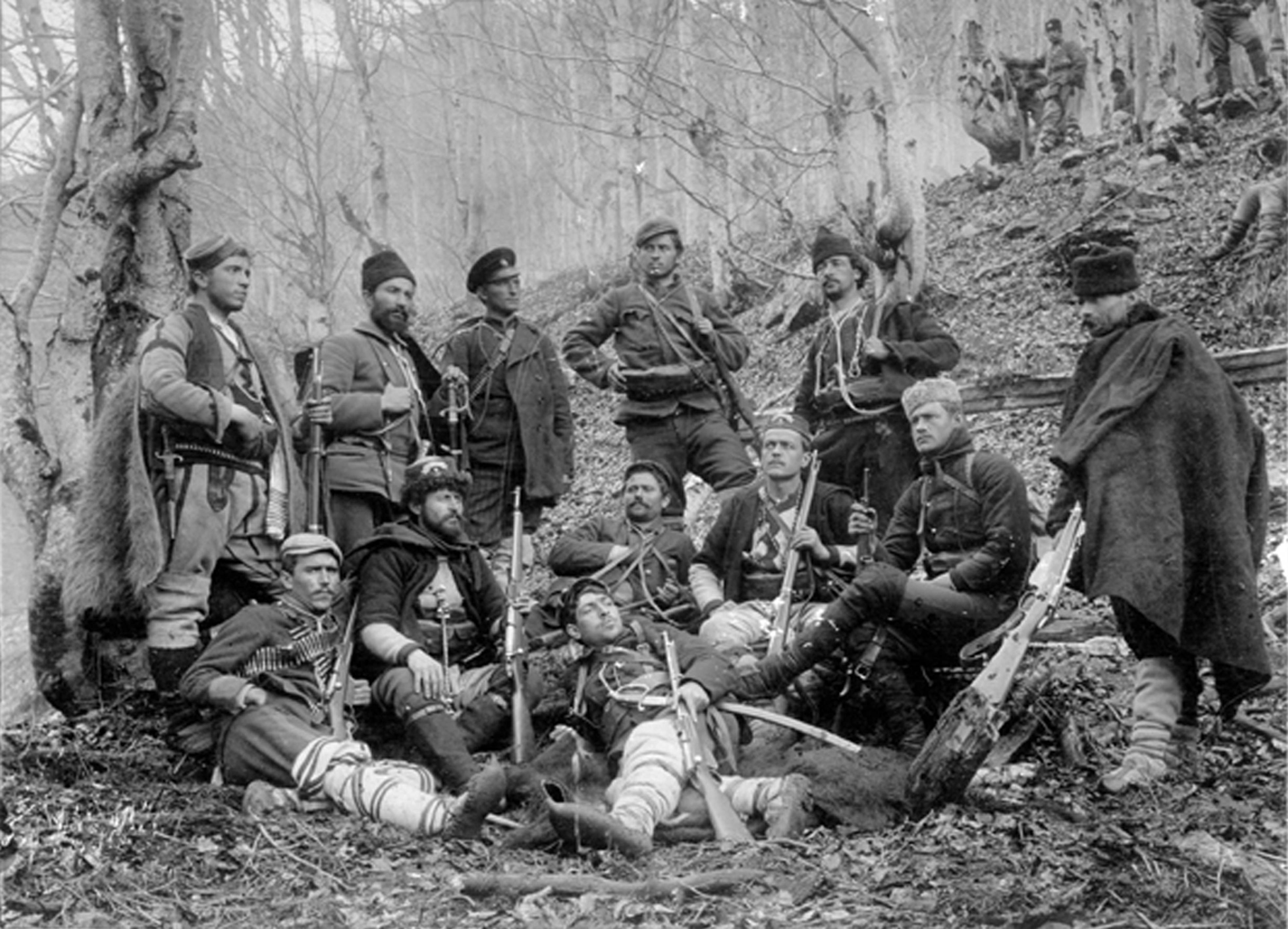
Питу Гули, Коста Мазнейков, Христо Чернопеев, Андрей Христов, Тодор Христов.
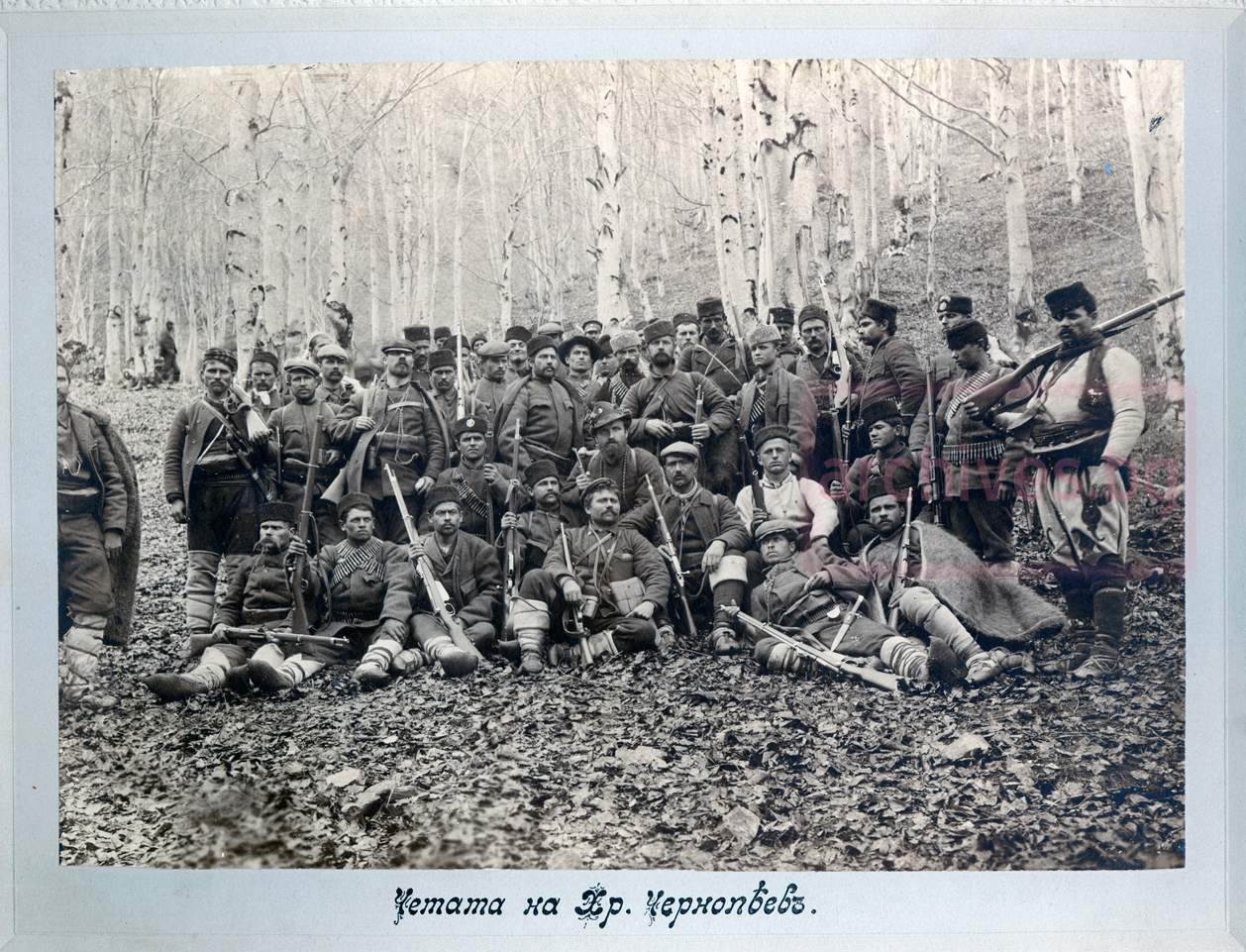
Чета Христо Чернопеева
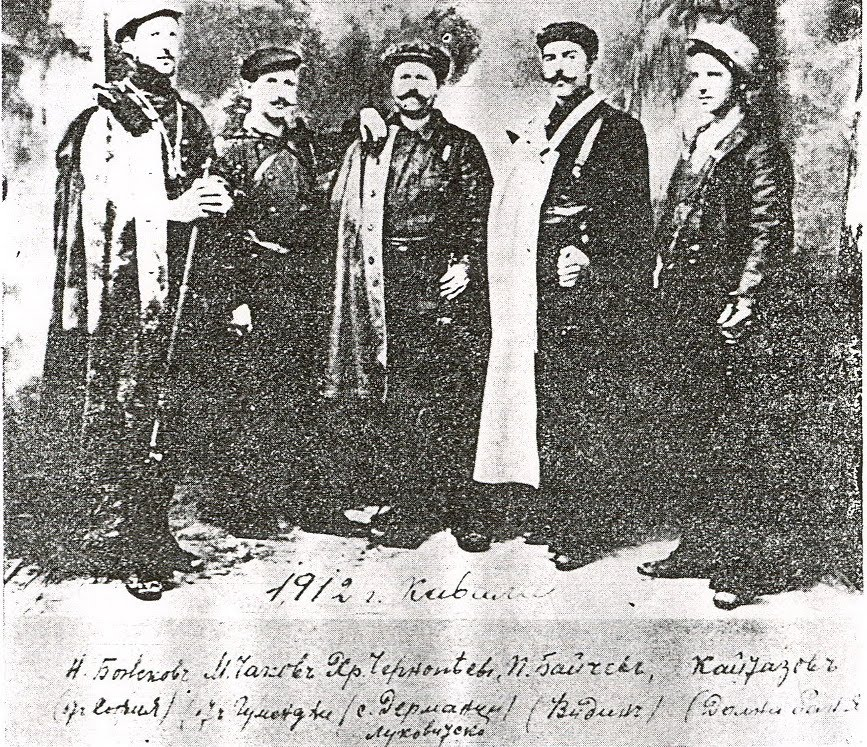
Христо Чернопеев вступает в Кавалу, 1912 г.